# 連環馬
連環馬（れんかんば）とは、小説に描かれた中国の騎兵戦術のひとつで、馬同士を鎖で繋ぎ、密集陣形で突撃する戦法を言う。
史実では連環馬という名称は使われていないが、352年、魏昌城の戦いにおいて冉魏の冉閔が前燕の慕容恪に、同様の攻撃を受け（前燕軍は馬同士を鉄の鎖で繋ぎ、突進）、全ての馬を失い壊滅している。
中国の小説『水滸伝』では、呼延灼が得意とし、梁山泊の宋江たちを苦しめている。三十騎一列の騎兵部隊が馬から人まで、顔まで鎧で覆う重武装をした上で、互いに鎖で繋がれ数列になって波状攻撃をかけたため、対策を見つけるまでの間、宋江達はなす術もなく逃げ惑うしかなかった。後、鈎槍で端の馬を引っ掛けて倒すことにより、これへの対抗に成功している。